# 2-форма
2-форма — це диференціальна форма ступеня 2. Іншими словами, 2-форма — це 2 рази коваріантне кососиметричне тензорне поле.
Для даного векторного простору, простір 2-форм — це лінійна оболонка базису зовнішніх добутків базисних 1-форм.
У фізиці, наприклад, тензор електромагнітного поля є 2-формою на просторі-часі.